# Federazione esploratori italiani
La Federazione esploratori italiani (FEI), era l'organizzazione federale italiana che univa le due associazioni scout italiane riconosciute dall'Organizzazione mondiale del movimento scout, ossia l'Associazione scouts cattolici italiani (ASCI) ed il Corpo nazionale giovani esploratori italiani (CNGEI), rappresentandole a tutti i livelli internazionali. Fondata nel 1944, nel 1986 si fuse con la Federazione italiana guide esploratrici (FIGE) nella Federazione italiana dello scautismo (FIS).

## Ragione di esistenza
L'Organizzazione mondiale del movimento scout (OMMS) ha sempre avuto la regola di riconoscere una sola organizzazione scout in ogni nazione. Qualora in una nazione siano presenti più associazioni, l'organizzazione nazionale riconosciuta deve essere una federazione cui aderiscono tutte le suddette associazioni.
La presenza di più associazioni è consentita solo per motivi linguistici o confessionali. In quest'ultimo caso, almeno una delle associazioni deve essere aperta a tutti i ragazzi indipendentemente dalla loro religione.
Nel caso dell'Italia, la presenza di più associazioni nella FEI era giustificata dal fatto che l'ASCI aveva una proposta di tipo confessionale (cattolica), mentre il CNGEI aveva (ed ha) una proposta aperta a tutte le religioni.

## Storia
Nel 1944, dopo la caduta del fascismo che aveva costretto lo scautismo in clandestinità, le varie associazioni scout ripresero le loro attività. Si pose dunque il problema di riallacciare i rapporti con gli organismi mondiali, ufficialmente interrotti nel 1928. Poiché nel frattempo il cosiddetto Ufficio internazionale si era trasformato in Organizzazione mondiale del movimento scout, con la regola di una sola organizzazione per nazione, inizialmente si pensò ad una fusione fra CNGEI ed ASCI, idea presto accantonata in favore di una federazione. L'atto costitutivo fu firmato il 21 novembre 1944. La federazione fu riconosciuta dall'OMMS il 19 dicembre dello stesso anno.
Questo consentì la ripresa dei contatti internazionali. Le associazioni estere si prodigarono di aiuti (ad esempio i Boy Scouts of America finanziarono per due anni, fra il 1949 ed il 1951, un segretario a tempo pieno per la FEI). Vi fu una lunga visita di J.S. Wilson in Italia, e nel 1947 la federazione partecipò al Jamboree di Moisson con un contingente di oltre 400 ragazzi, rientrando definitivamente nella fraternità mondiale.
Il 4 maggio 1974 l'ASCI si fonde con l'Associazione guide italiane (AGI). Nasce così l'Associazione guide e scouts cattolici italiani (AGESCI), che prende il posto dell'ASCI nella FEI. Il 30 ottobre 1976 il CNGEI si fonde con l'Unione nazionale giovani esploratrici italiane, e la nuova entità prende il nome di Corpo nazionale giovani esploratori ed esploratrici italiani. La FEI si trovò dunque ad avere la stessa composizione della Federazione italiana guide esploratrici (FIGE). Nel 1978 cambiò nome, divenendo Federazione italiana dello scautismo (FIS), e modificò radicalmente lo statuto, per rendere possibile una fusione con la FIGE, poi avvenuta nel 1986.